# Obertaufkirchen
Obertaufkirchen är en kommun och ort i Landkreis Mühldorf am Inn i Regierungsbezirk Oberbayern i förbundslandet Bayern i Tyskland.